# Rhymefest

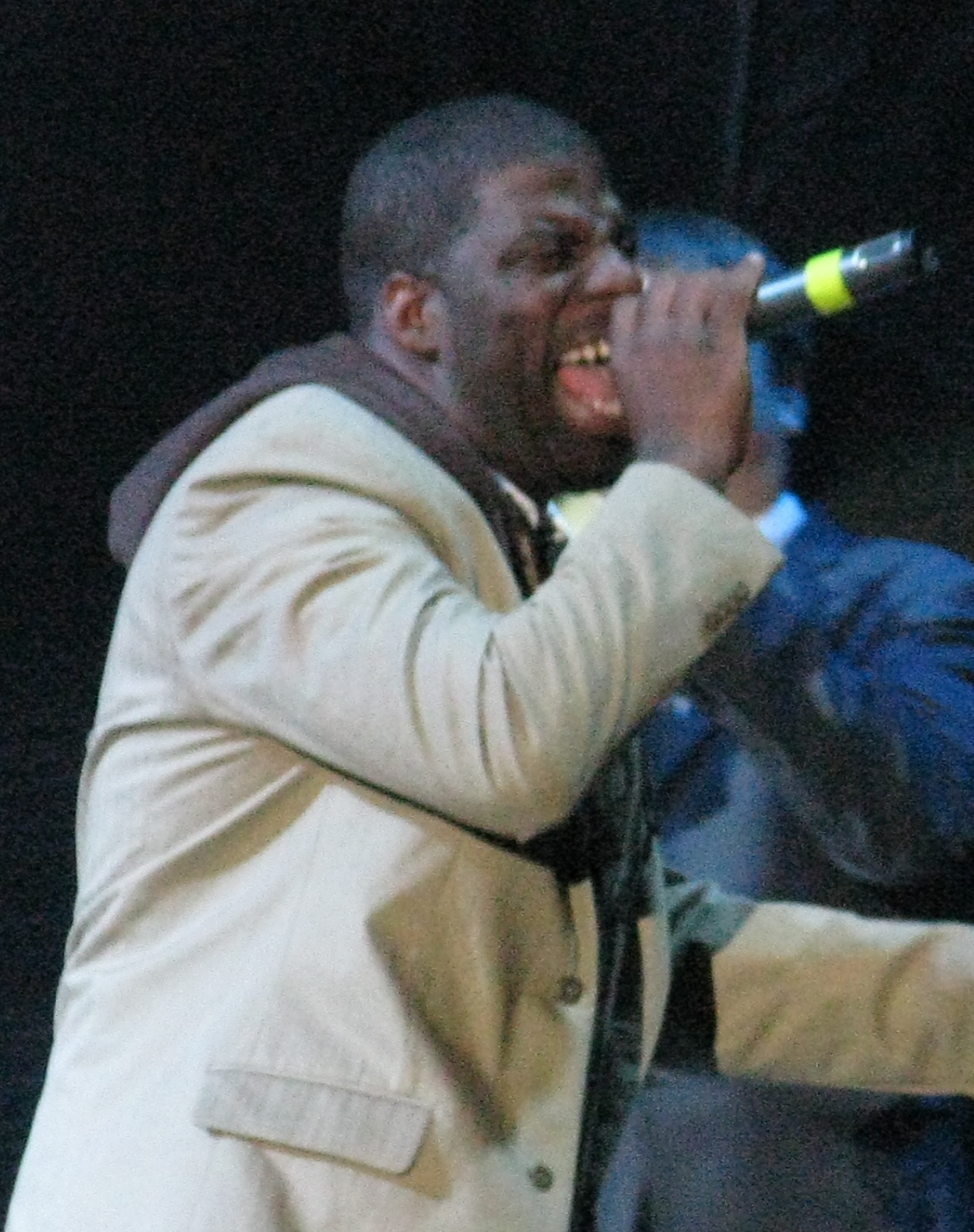
Rhymefest (2008)

Rhymefest (* 6. Juli 1977 in Chicago; bürgerlich Che Smith) ist ein US-amerikanischer Rapper.

## Leben und Karriere
Smith wuchs in Chicago auf. Im Alter von 15 Jahren begann er zu rappen. 1997 nahm er beim MC-Battle auf dem Scribble-Jam-Festival teil. Im Halbfinale unterlag ihm der damals noch unbekannte Eminem. 2001 nahm er ohne Label und Vertrieb das Album Raw Dawg auf, das von dem damals noch unbekannten Kanye West produziert wurde. 2003 gewann er den Scribble-Jam-MC-Battle.
Bis 2004 musste Smith sich mit verschiedenen Jobs über Wasser halten, unter anderem arbeitete er als Hausmeister. In diesem Jahr erschien Kanye Wests Album The College Dropout, das den von Rhymefest mitgeschriebenen Track Jesus Walks enthält. Che Smith wurde für diesen Song gemeinsam mit Miri Ben-Ari und mit einem Grammy Award for Best Rap Song ausgezeichnet. 2006 erschien Rhymefests Album Blue Collar auf Mark Ronsons Label Allido Records. Das Album erreichte Platz 61 in den amerikanischen Charts. Für die Single Brand New arbeitete Rhymefest erneut mit Kanye West zusammen. 2008 veröffentlichte Rhymefest das Mixtape Man in the Mirror, das man sich kostenlos herunterladen konnte. Das Konzept des Werks besteht aus einer gespielten Kooperation mit Michael Jackson, es werden verschiedene Stücke aus dessen Karriere verwendet und neu bearbeitet.
2010 erschien das zweite Album El Che. 2018 spielte er in dem Film Ein ganz gewöhnlicher Held mit.

## Diskografie

### Alben
- 2006: Blue Collar (Allido Records)
- 2010: El Che (dNBe Entertainment/EMI Records)